# Maxime Janvier
Maxime Janvier (født 18. oktober 1996 i Creil, Frankrig) er en professionel tennisspiller fra Frankrig.